# Hanasakeru Seishounen
Hanasakeru Seishounen (花咲ける青少年 Pandora Hātsu?) Hanasakeru Seishounen (花咲ける青少年) är en japansk manga och anime. 

## Handling
Kajika Burnsworth övertalas att delta i ett "Giftermålsspel" av sin far, den mäktiga chefen för Burnsworth Company. Hon kommer att träffa tre män han har valt ut och får sedan välja vilken av dem hon ska gifta sig med. Om hon gör det så kommer han att berätta för henne vad hennes sanna öde är.